# Ferrovia di Tsugaru
La Ferrovia di Tsugaru (津軽鉄道線?, Tsugaru Tetsudō-sen) è una ferrovia regionale gestita dalla società omonima che si sviluppa per 20 km nella parte nord-occidentale della prefettura di Aomori, diramandosi a sud dalla linea Gonō presso la Tsugaru-Goshogawara (a Goshogawara) e raggiungendo la cittadina di Nakadomari. Dalla gente locale la linea viene spesso chiamata con l'abbreviazione Tsutetsu (津鉄?), e non deve venir confusa con la linea Tsugaru, gestita invece dalla JR East.

## Storia

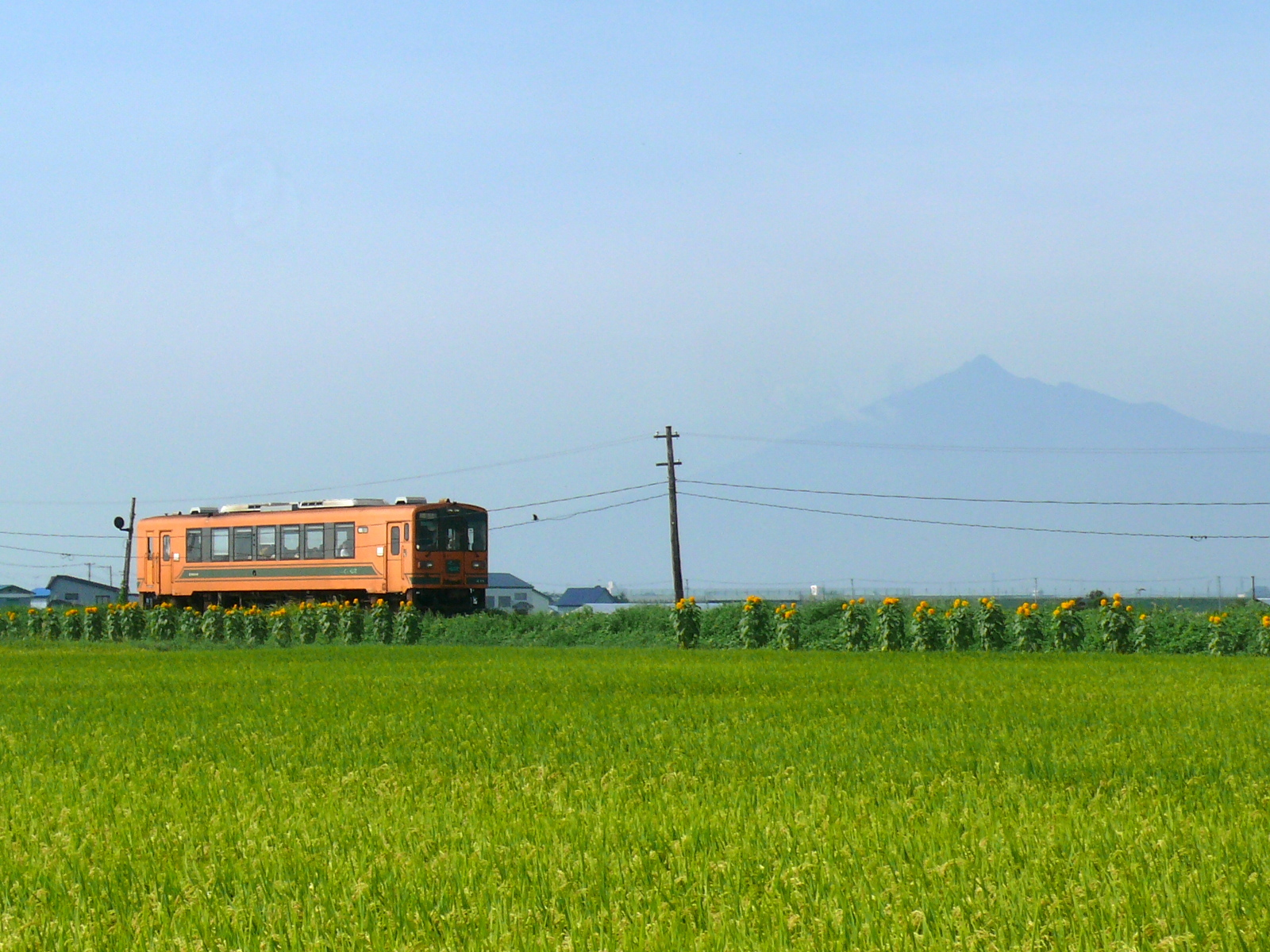
Vista di un treno con, sullo sfondo, il monte Iwaki

La società Ferrovia di Tsugaru venne fondata nel 1928, e la prima sezione della linea, fra Goshogawara e Kanagi, fu aperta il 15 luglio 1930. Avvenne quindi un'estensione fino a Ōzawanai il 4 ottobre dello stesso anno, e fino al capolinea attuale di Tsugaru-Nakasato entro il 13 novembre. Tutte le operazioni merci sono state interrotte nel 1984.

## Servizi
La linea, a trazione termica e interamente a binario singolo, possiede 12 stazioni, e offre 15 coppie al giorno fra le 6 della mattina e le 20 di sera. La mattina e la sera inoltre sono presenti alcuni treni semiespressi che saltano alcune stazioni intermedie. Fra Kanagi e Tsugaru Nakasato vengono espletati anche due treni limitati a questa sezione. 
Il materiale rotabile è generalmente un autotreno a trazione termica della serie 21 a una cassa, ma la mattina, a causa dell'afflusso pendolare (specialmente scolastico), sono presenti treni a due casse.
La linea è anche famosa per il Treno stufa (ストーブ列車?, Sutōbu Ressha), circolante dal 1º dicembre al 31 marzo con due coppie al giorno. Il treno è caratterizzato dal contenere una stufa a carbone nel vestibolo per riscaldare l'ambiente, ed è trazionato da una locomotiva diesel. Per utilizzare questo servizio è necessario pagare un piccolo sovrapprezzo sul costo standard.

## Stazioni
|  | Straight track |

| Head station | Station on track |

| Straight track | One way leftward |

| Station on track |

| Station on track |

| Station on track |

| Station on track |

| Station on track |

| Station on track |

| Station on track |

| Station on track |

| Station on track |

| Station on track |

| End station |

Legenda
Treni semiespressi (SE): ○: il treno ferma; △: fermano treni verso Goshogawara;｜: il treno non ferma
| Stazione            | Giapponese   | Distanza | SE | Collegamenti             | Posizione   | Posizione |
| ------------------- | ------------ | -------- | -- | ------------------------ | ----------- | --------- |
| Tsugaru-Goshogawara | 津軽五所川原 | 0.0      | ○  | Linea Gonō (Goshogawara) | Goshogawara | Aomori    |
| Togawa              | 十川         | 1.3      | △  |                          | Goshogawara | Aomori    |
| Gonōkōmae           | 五農校前     | 3.2      | △  |                          | Goshogawara | Aomori    |
| Tsugaru-Iizume      | 津軽飯詰     | 4.2      | ○  |                          | Goshogawara | Aomori    |
| Bishamon            | 毘沙門       | 7.4      | ｜ |                          | Goshogawara | Aomori    |
| Kase                | [嘉瀬        | 10.1     | ○  |                          | Goshogawara | Aomori    |
| Kanagi              | 金木         | 12.8     | ○  |                          | Goshogawara | Aomori    |
| Ashino-Kōen         | 芦野公園     | 14.3     | ○  |                          | Goshogawara | Aomori    |
| Kawakura            | 川倉         | 16.0     | ｜ |                          | Goshogawara | Aomori    |
| Ōzawanai            | 大沢内       | 17.7     | ○  | Nakadomari               |             | Aomori    |
| Fukōda              | 深郷田       | 19.0     | ｜ | Nakadomari               |             | Aomori    |
| Tsugaru-Nakasato    | 津軽中里     | 20.7     | ○  | Nakadomari               |             | Aomori    |